# Příběh škorpióna
Příběh škorpióna (v anglickém originále The Scorpion's Tale) je 15. díl 22. řady (celkem 479.) amerického animovaného seriálu Simpsonovi. Scénář napsali Billy Kimball a Ian Maxtone-Graham a díl režíroval Matthew Schofield. V USA měl premiéru dne 6. března 2011 na stanici Fox Broadcasting Company a v Česku byl poprvé vysílán 18. srpna 2011 na stanici Prima Cool.

## Děj
Během výletu na „Satanovu kovadlinu“ narazí žáci a učitelé Springfieldské základní školy na bizarní lidi a situace: Martin se setká s výstředním a nevrlým umělcem poustevníkem, kterého se vláda snažila léta najmout, ale nikdy se jí to nepodařilo, Bart, Nelson a Milhouse najdou staré francouzské pohlednice a Lízu málem napadnou škorpióni, ale ti se rychle stanou pasivními poté, co Líza projde polem stříbřitých květin ve springfieldské poušti, což ji přiměje vzít škorpióny a některé květiny pro další experimenty. Po návratu domů je rodina Simpsonových nucena nechat dědečka bydlet u sebe doma poté, co byl vyhozen z domova důchodců, protože byl příliš nevrlý. Poté, co Líza potvrdí, že květina obsahuje silnou chemickou látku, jež ruší všechny negativní pocity jakékoli živé bytosti, Homer propašuje trochu látky do otcovy kávy, a vyléčí tak jeho obvyklou mrzutost. Děda se rozhodne, že to bude dělat denně, a uzná, že droga, která povzbuzuje štěstí, je to nejlepší, co ho v jeho zatrpklém životě potkalo. 
Navzdory pozitivním účinkům Líza odmítá dávat více této drogy, ani jim neřekne složení. Zatímco si na to stěžují U Vočka, zaměstnanci farmaceutického průmyslu z firmy Hottenhoffer Pharmaceuticals jménem Walter Hotenhoffer (dříve známý jako Augustus Gloop) se podaří pomocí vzorku dědečkova potu duplikovat účinky tekutiny. Hottenhoffer vyrábí pilulky MusBeNys, ale protože přípravek nebyl řádně otestován, smí je užívat pouze dědeček. Bart se rozhodne prodat část pilulek všem, kteří mají problém s nevrlými starými lidmi, díky čemuž se všichni staří lidé ve Springfieldu stanou šťastnými a bezstarostnými. 
Líza si nakonec uvědomí, že děda drogu stále užívá, ale zároveň přizná, že mu pilulky spíše pomáhají. Brzy se však objeví vedlejší účinek léku: způsobí, že se všem tak namažou oči, že jim vyskočí z důlků. Starým lidem tento poněkud hrůzný aspekt léku nevadí, ale když vidí Homerovo bezmyšlenkovité dovádění s přáteli a autem, přesvědčí děda seniory, aby přestali prášky užívat, s tím, že generace Baby boomerů stále potřebuje jejich vedení, a to je možné jen díky jejich neustálému otravování. Nakonec se vše vrátí do normálu – kromě Hotenhoffera, který má stále noční můry ohledně toho, co se stalo ve Wonkově továrně.

## Přijetí
Epizoda získala ve skupině diváků 18–49 let podíl 2,8/8 a sledovalo ji 6,20 milionu diváků, čímž mírně předstihla nové Griffinovy v bloku Animation Domination. Rowan Kaiser z The A.V. Clubu udělil epizodě známku B− a pochválil Herzogův výkon, ale Líziny různé názory v průběhu dílu považoval za otravné.